# バースデーケーキ

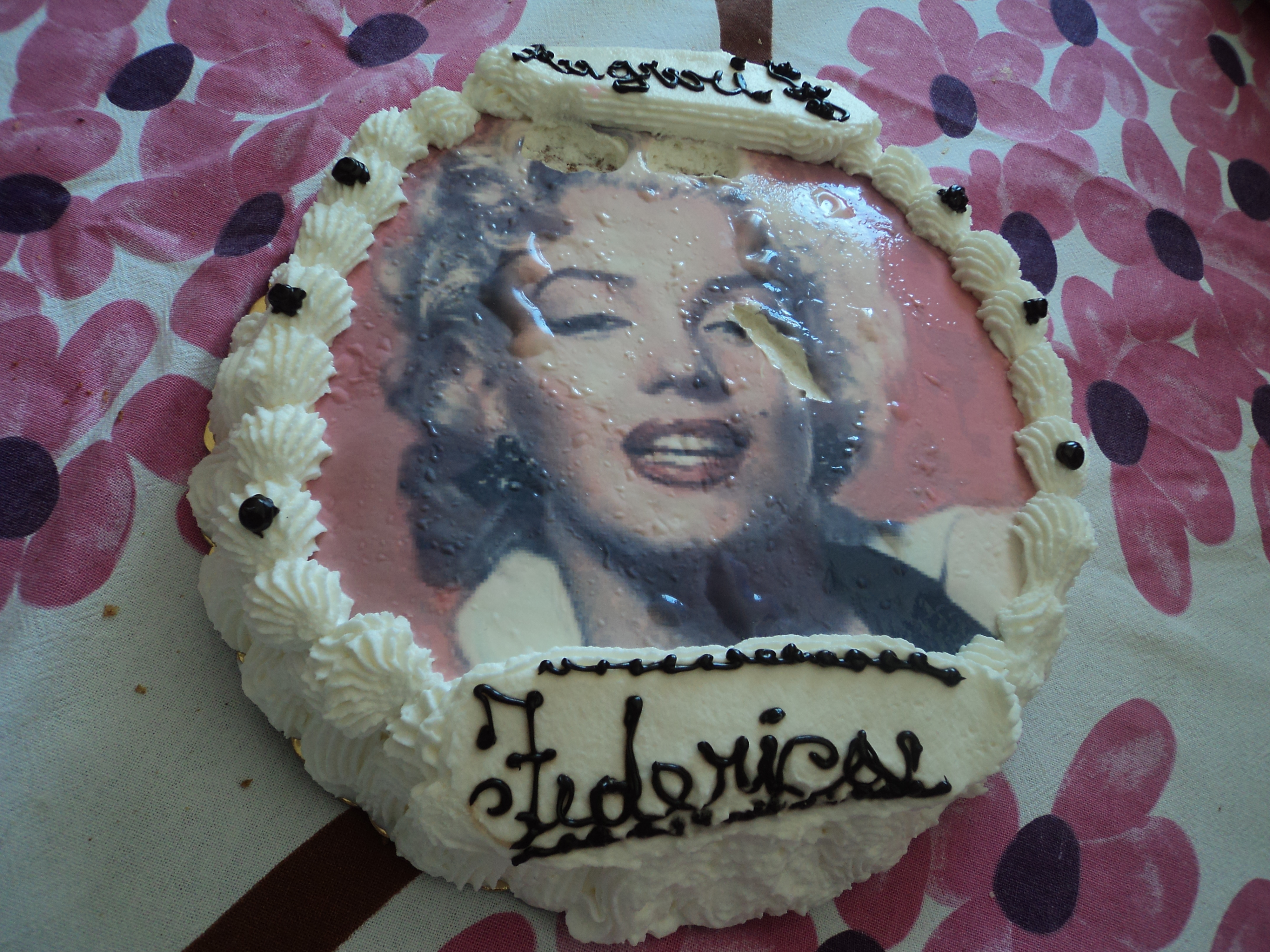
人間の顔が可食印刷されたバースデーケーキ

バースデーケーキ（Birthday cake）もしくは誕生日ケーキ（たんじょうびケーキ）は、19世紀中頃に始まった西洋文化であり、誕生日を祝う際に用意するケーキのことである。
古代ローマ時代には、結婚式と誕生日に、木の実と蜂蜜などから作られたケーキを食べていたとされている。

## ろうそく
一般的に、年齢と同じ数のろうそくをケーキに挿して火を灯す。これは18世紀にドイツで始まったと考えられている。
ろうそくとバースデーケーキの関係には諸説ある。
ギリシャ起源説
朔望月の6日に、月の女神アルテミスの誕生を祝ったろうそくからという話であるが、そこからケーキと繋がる話は不明。
異教徒起源説
特定の儀式での火の使用は、祭壇の作られたころまで遡る。誕生日の蝋燭は象徴的な力を持っていると考えられた。
そのほかに以下のものがある。
ドイツ起源説
スイス起源説

## その他の国の誕生日文化

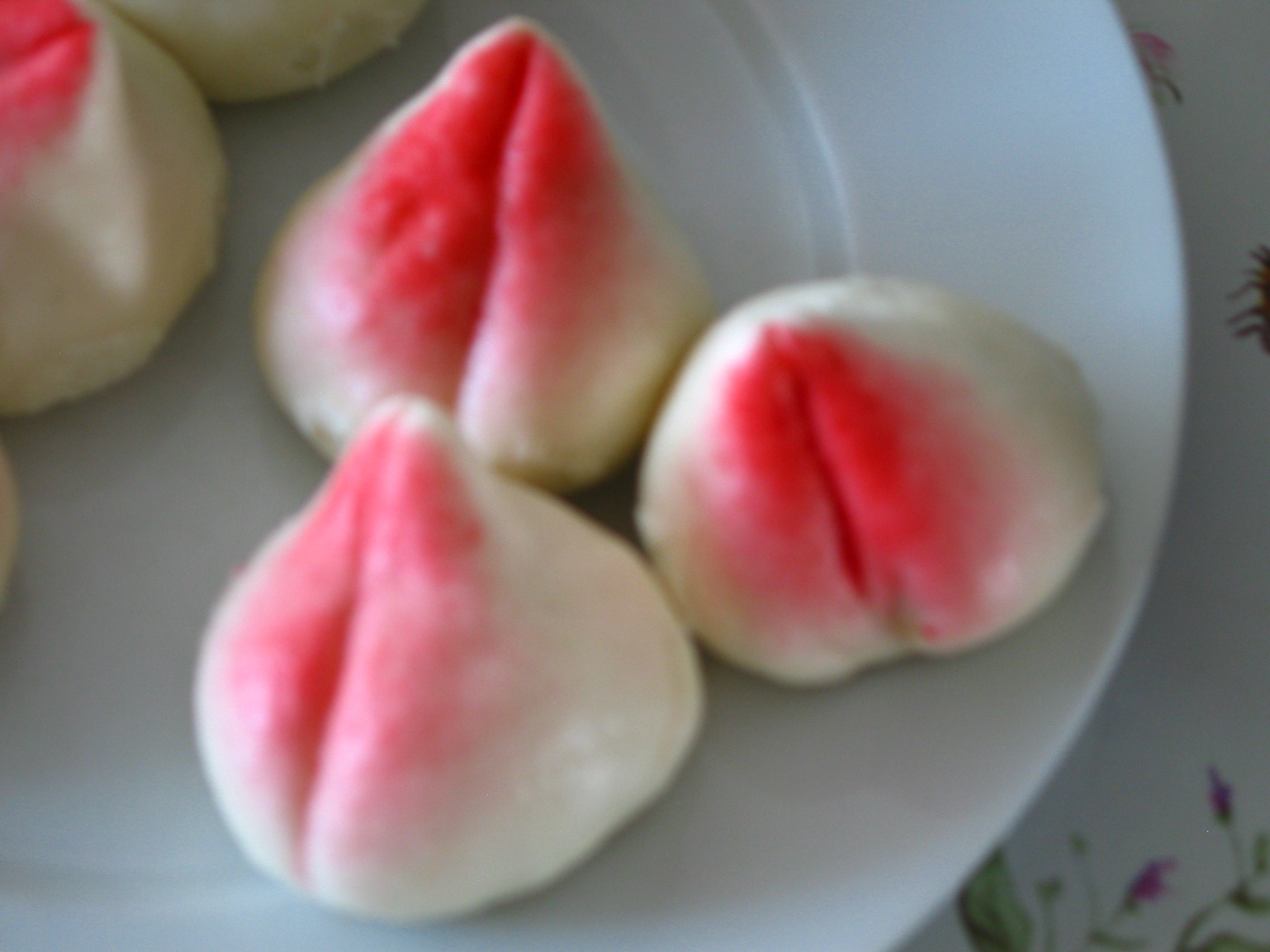
寿桃包。日本では桃まんじゅうと呼ばれることも有る。

ロシアでは、フルーツが入ったバースデーパイが提供される。中国では壽包（簡体：寿包）もしくは寿桃包と呼ばれる桃の実を模した蒸し菓子（蓮蓉包）が食べられる。ガーナでは、ヤムイモを潰した物と卵を合わせて揚げたオトが食べられている。